# Die Jungen von Zelt dreizehn
Die Jungen von Zelt dreizehn ist ein Jugendroman des DDR-Schriftstellers Benno Pludra mit Illustrationen von Paul Rosié (ab 1975 mit Illustrationen von Gerhard Lahr). Er erschien erstmals 1952 im Kinderbuchverlag Berlin. Die Geschichte wird aus der Sicht eines Jungen Pioniers in Form eines Tagebuchs erzählt.

## Inhalt
Die Erzählung spielt in den Anfangsjahren der DDR in einem Zeltlager für Junge Pioniere. Der Ich-Erzähler gehört der Zeltgruppe dreizehn an, einer reinen Jungengruppe. Die Jungen sind respektlos, eigenwillig und unverschämt und haben durch ihr Verhalten den ehemaligen Gruppenleiter Max vergrault, da dieser mit seinen autoritären Führungsmethoden nicht mit ihnen klargekommen ist.
Als Max von Helga abgelöst wird, ist die Verwunderung über eine weibliche Führungsperson groß. Einige der Jungen hoffen, dass Helga es schafft, sie zu „ordentlichen“ Pionieren zu erziehen. Sie hoffen, dass Gerechtigkeit in der Gruppe geschaffen wird, da bislang das Gesetz des Stärkeren galt. Von Helga erwarten sie ein radikaler autoritäres Verhalten, als Max es an den Tag gelegt hat.
Helga entpuppt sich aber gerade als das Gegenmodell zu Max, und als sie zu Beginn ihres Aufenthaltes nur beobachtet und nicht eingreift, ist die Enttäuschung groß. Nur in wirklich gefährlichen Situationen greift sie ein, um Unfälle zu vermeiden. 
Nach und nach fangen die Jungen allerdings an, Helga zu respektieren. Eine zentrale Episode des Romans zeigt die Wandlung der Pioniere sehr deutlich. Anlässlich eines Kulturprogramms tritt jede Zeltgruppe auf der Bühne auf. Da es die Gruppe dreizehn aufgrund einiger Streitigkeiten nicht geschafft hat, einen Auftritt zu proben, geht Erwin, einer der Jungen, allein auf die Bühne und trägt stotternd ein Gedicht vor, das außerdem zuvor von einer anderen Zeltgruppe bereits weitaus besser präsentiert worden ist. Der Auftritt ist eine Blamage. 
Bei der Abschlussfeier des Zeltlagers bietet sich die Möglichkeit, erneut aufzutreten. Auf den Vorschlag von Helga tritt die Gruppe mit einem Theaterstück auf, in dem sie sich selbst zu Beginn des Zeltlagers spielt. Somit hat Helga ihr Ziel, die Jungen zu ordentlichen Pionieren zu erziehen, erreicht. Der Auftritt ist ein voller Erfolg, der erzielt wird, weil die Jungen sich mit Helga auf einen Entwicklungsprozess eingelassen haben, den sie am Ende in dem Theaterstück reflektieren.
Eine zweite Reflexionsebene stellt die Form des Tagebuchromans dar, in der ein Gruppenmitglied selbstkritisch den Entwicklungsprozess spiegelt. Pludras Roman knüpft damit an die Form der Brigadetagebücher an, die eine bedeutende Rolle in der DDR-Kulturpolitik spielten.